# Prepress
Prepress (eng. för "innan press") är ett samlingsbegrepp inom den grafiska branschen, på allt produktrelaterat arbete före själva tryckningen, som exempelvis typografering, montering och bildrepro. Detta arbete, som förr mest bestod av manuella insatser, utförs numera i allt större omfattning med datorstöd.
Ett av stegen för datorskapat material är preflight där man kontrollerar att rätt teknikparametrar använts i underlaget. 